# فخر الدين (أمير)
فخر الدين أمير مصري، ولد في الرباط في 25 أغسطس عام 1987، وهو ابن آخر ملوك مصر، فؤاد الثاني، من زوجته، فضيلة (دومينيك فرانس بيكار).

## وصلات خارجية
- Egyptian Royalty Genealogy - by Christopher Buyers

محمد علي باشا 
1. إبراهيم باشا 
  1. محمد بك
  2. أحمد رفعت باشا
  3. الخديوي إسماعيل 
    1. الخديوي توفيق 
      1. عباس حلمي الثاني 
        1. الأمير محمد عبد المنعم
          1. عباس حلمي الثالث
          2. فاضلة

        2. ولد و4 بنات (محمد عبد القادر - أمينة - عطية الله - فتحية - لطيفة شوكت)

      2. محمد علي توفيق
      3. 3 بنات (نازلي - خديجة - نعمة الله)

    2. حسين كامل 
      1. الأمير كمال الدين حسين
      2. ولد و5 بنات

    3. فؤاد الأول 
      1. فاروق الأول 
        1. أحمد فؤاد الثاني 
          1. ولدان وبنت (محمد علي - فوزية - فخر الدين)

        2. 3 بنات (فريال - فوزية - وفادية)

      2. ولد و5 بنات (إسماعيل بك - فوقية - فوزية - فايزة - فايقة - فتحية)

    4. 5 أولاد و6 بنات (حسن باشا بن الخديو إسماعيل - إبراهيم حلمي، وزينب هانم - محمود حمدي - توحيدة - فاطمة - جميلة فاضل - أمينة - أمينة - رشيد بك - علي جمال باشا)

  4. مصطفى فاضل باشا
2. طوسون باشا
  1. عباس حلمي الأول 
    1. إبراهيم إلهامي باشا
      1. أمينة إلهامي [2]

    2. ولدين وبنتين (مصطفى، حواء، محمد صديق، عائشة)
3. سعيد باشا 
  1. أحمد شريف باشا - محمد طوسون باشا [3]- محمود باشا
4. 6 أولاد و5 بنات (إسماعيل باشا - توحيدة هانم- نازلي هانم - نعمان بك - حسين بك - علي صديق بك - محمد عبد الحليم - محمد علي باشا الصغير - فاطمة هانم - رقية هانم - زينب هانم)